# 寬柱莎草
寬柱莎草（学名：Cyperus platystylis）为莎草科莎草屬下的一个种。

## 扩展阅读
- 維基物種上的相關：寬柱莎草